# Estación de Atoyac
Atoyac fue una estación de trenes que se encuentra en Atoyac, Veracruz. La estación fue abierta al público el 9 de enero de 1871, habiéndose empleado un año y meses en construir los nueve kilómetros.

## Historia
La estación perteneció a la línea del antiguo Ferrocarril Mexicano. La primera concesión que se dio para la construcción de esta línea data de 1837, sin embargo ésta fue cancelada. Posteriormente en medio de conflictos bélicos internos y externos la línea con aproximadamente 424 kilómetros. Fue concluida e inaugurada y puesta en servicio el 1 de enero de 1873, aunque varios tramos ya habían sido puestos en servicio con anterioridad.